# Pra Onde Iremos?
Pra Onde Iremos? é o segundo álbum de estúdio da cantora brasileira Gabriela Rocha. Lançado em dezembro de 2014, o projeto foi produzido por Daniela Araújo e Jorginho Araújo, com distribuição da gravadora Sony Music Brasil.
O álbum contém a participação do cantor Leonardo Gonçalves na música "Nossa Canção". O disco recebeu avaliações positivas da mídia especializada, e foi considerado o décimo melhor álbum do ano de 2014, pelo site Casa Gospel.

## Faixas
1. Eu Sou Teu (Rooftops) (Lindsey Sweat, Ben Williams e Jonathan Berlin - Versão: Leonardo Gonçalves e Daniela Araújo)
2. Meu Lugar (Daniela Araújo e Gabriela Rocha)
3. Desperta (Wake) (Alexander Pappas, Joel Davies e Hannah Hobbs - Versão: Grupo de Traduções de Hillsong)
4. Teu Santo Nome (Felipe Valente / Matheus Santos)
5. Interlúdio
6. Pra Onde Iremos? (Daniela Araújo e Felipe Valente)
7. Creio em Ti (Still Believe) (Kim Walkers-Smith - Versão: Daniela Araújo e Leonardo Gonçalves)
8. Vou Te Adorar (Ellen Araújo)
9. Nossa Canção (part. Leonardo Gonçalves) (Tiago Arrais)
10. A Voz (Daniela Araújo e Jorginho Araújo)
11. Gratidão (Leandro Moreira)